# GNU 아스펠
GNU 아스펠(GNU Aspell) 또는 아스펠(Aspell)은 이스펠(Ispell)을 대체하도록 설계된 자유 소프트웨어 맞춤법 검사기이다. GNU 운영체제의 표준 맞춤법 검사기이다. 또한 다른 유닉스 계열 운영체제 및 윈도우용으로 컴파일된다. 기본 프로그램은 GNU FDL(GNU 자유 문서 사용 허가서)에 따른 문서인 GNU LGPL(GNU 약소 일반 공중 사용 허가서)에 따라 라이선스가 부여된다. 이에 대한 사전은 약 70개 언어로 제공된다. 주요 관리자는 케빈 앳킨슨(Kevin Atkinson)이다.

## 같이 보기
- Hunspell